# Jasón y Eros
Jasón y Eros (en el original en francés, Jason et Éros) es una pintura al al óleo sobre lienzo realizada por el pintor simbolista Gustave Moreau en 1891 y conservada en una colección privada.

## Descripción y análisis
El joven héroe con el niño-dios en brazos, el amor de alas púrpuras, sostiene con orgullo el trofeo sagrado. A sus pies, el dragón moribundo aun parece amenazar la joven gloria, radiante de juventud, heroísmo y amor
Gustave Moreau, 1897

Veinte años después de pintar Jasón y Medea, Moreau volvió a representar al ganador del Vellocino de Oro en varias ocasiones entre 1885 y 1897, casi siempre en lienzos que nunca se terminaron. Una excepción es Jasón y Eros, pintado entre 1890 y 1891. Ambos lienzos muestran la evolución del estilo del pintor durante el cuarto de siglo que los separa: mientras que en Jasón y Medea la línea y los colores suaves revelan la influencia tanto de su compatriota Jean-Auguste-Dominique Ingres como de los prerrafaelitas del otro lado del canal, en Jasón y Eros se aprecia plenamente la inclinación simbolista del artista.
La Medea del cuadro de 1865 ha desaparecido y ha sido sustituida por Eros, una representación simbólica que encarna lo que la hechicera debía representar: el amor. El joven Jasón es retratado mientras desciende las escaleras del altar donde ha dejado el cadáver del dragón guardián y avanza hacia el espectador: el movimiento hacia adelante intensifica la sensación de victoria sugerida por la clásica postura triunfal del héroe, siguiendo la técnica ya empleada por Moreau en Las hijas de Tespio con la entrada de Heracles en el gineceo. La ausencia de la ambigua Medea ayuda a disipar el espectro de los peligros futuros insinuados en el lienzo de 1865, aunque las diminutas arpías que revolotean junto a la pareja central a la derecha aún sugieren la idea de la muerte siempre acechante.
El elaborado marco del lienzo sigue siendo el original, realizado por Marchand, artesano y proveedor habitual tanto de Moreau como de Antoni Roux, el coleccionista que encargó la obra.  

## Historia
La obra fue encargada por el coleccionista Antoni Roux, quien la compró por doce mil francos y la revendió por veinticinco mil a Georges Petit hacia 1900. En 1906 fue incluida en la gran retrospectiva organizada por Élisabeth, condesa Greffulhe en la galería de Petit y, posteriormente, la obra se consideró perdida durante décadas. 
Reaparecería luego en 1992 en la exposición "Gustave Moreau. En elogio del poeta" en Espoleto y se expondría de nuevo en Italia cuatro años más tarde en la exposición "Gustave Moreau e Italia" en Roma (Villa Médici, 1996). 
Fue subastada por Christie's el 14 de junio de 2006. 